# Mickelsdyn
Mickelsdyn är en sjö i Luleå kommun i Norrbotten och ingår i Råneälven-Altersundets kustområde.